# Neolitsea latifolia
Neolitsea latifolia är en lagerväxtart som först beskrevs av Carl Ludwig von Blume, och fick sitt nu gällande namn av Spencer Le Marchant Moore. Neolitsea latifolia ingår i släktet Neolitsea och familjen lagerväxter. Inga underarter finns listade i Catalogue of Life.